# Erik Bosgraaf
Erik Bosgraaf (Drachten, 9 maggio 1980) è un flautista e musicologo olandese.

## Esordi
Bosgraaf è nato a Drachten, Paesi Bassi. Si è laureato all'Università di Utrecht nel 2006. Nel 2001 sotto la supervisione del musicologo Thiemo Wind, ha inciso l'integrale delle composizioni del flautista olandese Jacob van Eyck (1589–1657) riscuotendo un inatteso successo commerciale vendendo oltre 25 000 copie. Nella stagione 2011-2012 è stato invitato dal Concertgebouw di Amsterdam e dal Centre for Fine Arts di Bruxelles, e a nome dell'organizzazione tedesca ECHO music award, a partecipare a un tour di concerti nelle maggiori sale da concerto in Europa.

## Carriera

### Ensemble Cordevento
Nel 2005 Bosgraaf, il chitarrista Izhar Elias e il clavicembalista italiano Alessandro Pianu hanno fondato l'ensemble Cordevento. Il trio si è focalizzato inizialmente sulla musica del diciassettesimo secolo; successivamente, sempre con lo stesso nome Cordevento, l'ensemble è diventato anche un'orchestra barocca. In questa formazione l'ensemble si rivolge principalmente al repertorio settecentesco registrando nel 2009 i concerti per flauto dolce di Antonio Vivaldi, nel 2011 un cd con trascrizioni per flauto dolce dei concerti di Johann Sebastian Bach e nel 2012 un album dal titolo La Monarcha.

### Come solista in formazioni orchestrali
Oltre all'attività in ensemble Bosgraaf frequentemente si esibisce con orchestre da camera e sinfoniche. Ha suonato con la Dallas Symphony Orchestra (Jaap van Zweden), Netherlands Kamerorkest (Gordan Nikolić), Residentie Orchestra (Reinbert de Leeuw), Holland Symfonia (Otto Tausk), la North-Netherlands Orchestra (Johannes Leertouwer), Dutch Radio Chamber Philharmonic, (Thierry Fischer Andreas Delfs) e la Sinfonia Rotterdam (Alessandro Crudele). Spesso suona con queste orchestre sia musica antica che contemporanea.Ha suonato inoltre con The Royal Wind Music. Bosgraaf nel 2015 inoltre ha trascritto il  Dialogue de l'ombre double di Pierre Boulez autorizzato dal compositore stesso.

## Riconoscimenti
Nel 2009 Bosgraaf ha ricevuto il premio Borletti-Buitoni Trust. Nel 2009 Erik e il chitarrista Izhar Elias hanno vinto il Amsterdam Canal Festival Award. Nel 2011 Erik Bosgraaf ha ricevuto il prestigioso Dutch Music Prize, il maggiore riconoscimento musicale olandese. È stato premiato inoltre con il  'Golden Violin' Prize, un premio che viene dato ogni tre anni ai musicisti che hanno contribuito in modo notevole alla scena musicale Olandese.

## Discografia
- Loevendie and Bosgraaf: Nachklang - Reflex - Dance - Improvisations (Brilliant Classics 95906), 2018
- Telemann: The Trio Sonatas for Recorder, Violin & Basso Continuo (Berlin Classics 0301006BC), 2017
- Ernst Reijseger: Walking Out, soundtrack for the movie by Andrew & Alex Smith (Winter & Winter), 2017
- Telemann: The Double Concertos with Recorder, Cordevento (Brilliant Classics 95249), 2016
- Telemann: Complete Suites and Concertos for Recorder, Cordevento (Brilliant Classics 95248), 2016
- Ernst Reijseger: Salt & Fire, soundtrack for the movie by Werner Herzog (Winter & Winter, 2016)
- Willem Jeths: Recorder Concerto (Challenge Records CC 72693), 2015
- Telemann: The Recorder Sonatas (Brilliant Classics 95247), 2015
- Pierre Boulez, Tamminga/Bosgraaf: Dialogues, Dialogue de l'ombre double (Brilliant Classics 94842), 2015
- Vivaldi: The Four Seasons, Cordevento (Brilliant Classics 94637), 2013, re-release on LP 2015
- Hotel Terminus, met Saxophonist Yuri Honing (Brilliant Classics 9418), 2013
- La Monarcha, 17th century music from the Spanish territories, Cordevento (Brilliant Classics, 94252), 2012
- Bach: Concerti, Cordevento (Brilliant Classics 94296), 2011
- Vivaldi: Recorder Concertos, Cordevento (Brilliant Classics 93804), 2009
- Handel: The Recorder Sonatas (Brilliant Classics 93792), 2008
- Telemann: Twelve Fantasias, Bach: Partita (Brilliant Classics 93757), 2008
- Van Eyck: Der Fluyten Lust-hof (3-CD-set, Brilliant Classics 93391), 2007
- Big Eye, movies & music (CD & DVD, Phenom Records PH0713), 2007
- Thiemo Wind, Adriana. Her Portrait, Her Life, Her Music, con 31 brani suonati da Erik Bosgraaf, Brilliant Classics, 2023
- Telemann:  Chamber Music with Recorder (Brilliant Classics 97411), 2025